# Pijkel Schröder

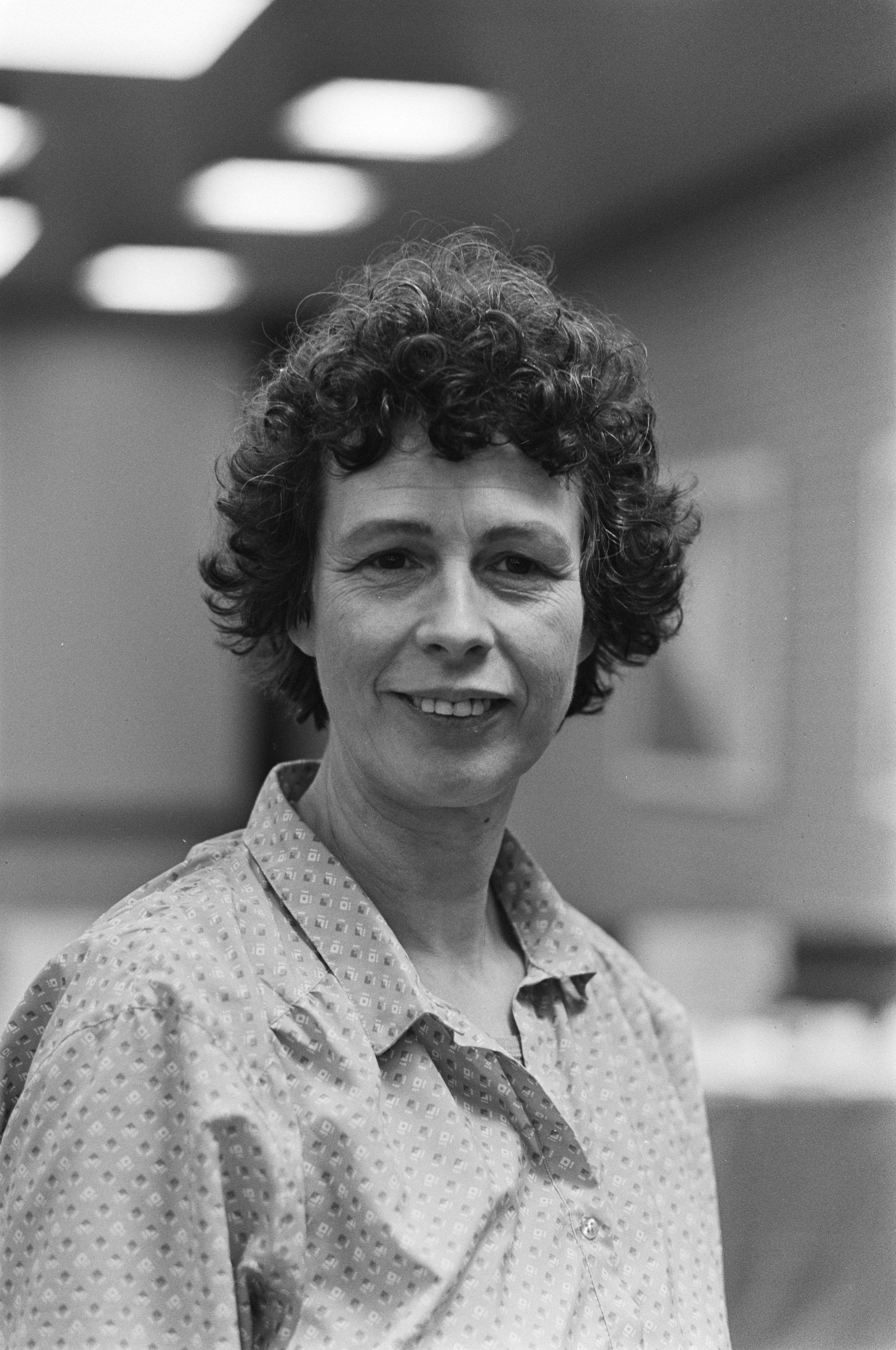
Schröder op een bijeenkomst van de Rooie Vrouwen in Utrecht ivm de Wet op de Seksediscriminatie, 1980

Pijkel Schröder (voluit Marijke Geertruida van de Merwe-Schröder, Haarlem, 6 augustus 1934 - aldaar, 7 februari 2000) was een Nederlands bestuurder. Zij was onder andere voorzitter van de Rooie Vrouwen en van de Raad voor het Jeugdbeleid. Zij streed als feministe voor vrouwenrechten op het gebied van gelijkwaardig onderwijs, werk, salariëring en voor het recht op abortus.

## Biografie
De ouders van Schröder waren sociaalliberaal. Haar middelbare school was het Montessori Lyceum in Bloemendaal. In 1952 haalde ze een diploma hbs-b, waarna ze een jaar als au pair werkte in Boston. Daarna volgde zij een opleiding in maatschappelijk werk / vormingswerk aan de Sociale Academie.
Na haar huwelijk in 1956 werd zij huisvrouw en zette zich in voor de carrière van haar man, cabaretier Jaap van de Merwe. Later ging zij aan het werk als begeleidster van gezinsvoogden bij Pro Juventute.
In 1974 werd zij actief bij het Vrouwencontact van de Partij van de Arbeid, later de Rooie Vrouwen genoemd. Zij werd er de eerste betaalde voorzitter.
Onder haar leiding streefden de Rooie Vrouwen naar meer politieke invloed en een betere positie voor vrouwen, o.a. in het werk. De Rooie Vrouwen deden in 1976 mee aan de acties tegen de sluiting van abortuskliniek Bloemenhove.
In 1980 leverde zij kritiek op het partijprogramma van de PvdA, omdat voorstellen voor het invoeren van ouderschapsverlof en voor het verbeteren van zwangerschapsverlof daarin ontbraken.
Begin 1981, toen de verkiezingen in zicht kwamen, kreeg zij kritiek vanuit de kring van andere vrouwelijke activisten. Zij had het standpunt overgenomen van de latere minister den Uyl over de abortuswet. Deze wilde geen herziening of afschaffing van de toen door feministen gehate abortuswetgeving. Schröder zocht daarbij een evenwicht tussen het partijbelang en het vrouwenbelang. Andere vrouwen binnen de Rooie Vrouwen hadden een principiëler standpunt en vonden dat de drie eisen van Wij Vrouwen Eisen over abortus moesten worden overgenomen. Dit conflict leidde later tot haar aftreden.
Ook tijdens de kabinetsformatie van 1981 greep zij in voor het kabinet-Van Agt II, waaraan ook de PvdA ging deelnemen. Dit kabinet dreigde alleen uit mannen te gaan bestaan. Haar ingrijpen zorgde ervoor dat er vier vrouwelijke staatssecretarissen in dat kabinet werden benoemd.
Tussen 1975 en 1984 was zij tevens bestuurslid van de PvdA. Naderhand werd zij voorzitter van het opleidingsinstituut van de PvdA. Ook werd zij lid van de onafhankelijke commissie kandidaatstelling voor de Tweede Kamer. Vanaf 1981 tot 1986 was zij werkzaam bij de Raad voor Jeugdbeleid.

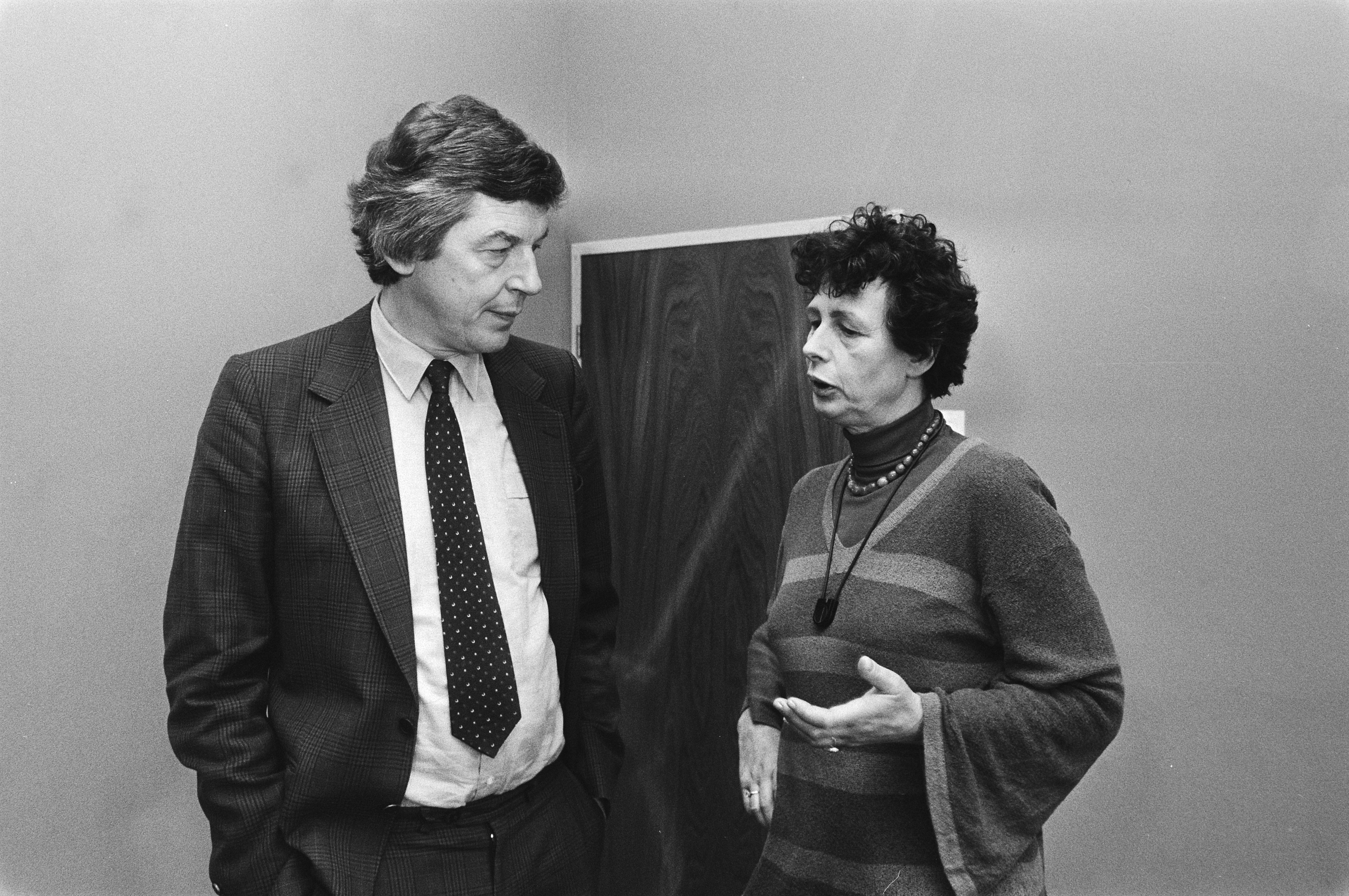
In gesprek met Wim Kok, 1983

Van 1982 tot 1988 was zij bestuurslid van de Landelijke Stichting Informatie en Documentatie Centrum voor de Vrouwenbeweging (IDC). Deze stichting fuseerde in 1988 met het Internationaal Archief voor de Vrouwenbeweging (IAV), Stichting Lover en Stichting Keizersgracht 10 tot het Internationaal Informatiecentrum en Archief voor de Vrouwenbeweging (IIAV).
In 1986 werd ze directeur van de volksuniversiteit in Haarlem. Vanaf 1989 werkte zij bij het ministerie van Welzijn, Volksgezondheid en Cultuur aan het jeugdbeleid, in eerste instantie als hoofd preventief jeugdbeleid en later als hoofd algemeen jeugdbeleid.
Tussen 1992 en 1994 was zij voorzitter van de Commissie Kwaliteit Kinderopvang, die werkte aan kwaliteitscriteria voor kinderopvang. Als reactie op het advies van deze commissie verplichtte toenmalig staatssecretaris Erica Terpstra de gemeenten om eisen te stellen aan crèches en gastouderbureaus. De eisen betroffen veiligheid, hygiëne, groepsgrootte en informatievoorziening aan ouders. Schröder zelf vond de overgenomen eisen erg minimaal.
In de jaren negentig verzette Schröder zich tegen de opheffing van de Rooie Vrouwen. Zonder resultaat, want de Rooie Vrouwen stopten in 1995.

## Nevenfuncties
- Vicevoorzitter etnische groepen PvdA[8]
- Bestuurslid Stichting Revalidatie en Arbeidsvoorziening voor Epilepsiepatiënten[8]

## Publicaties (selectie)
- Een vuist voor de vrouw. Met het oog op de aanstaande gemeenteraads- en provinciale-statenverkiezingen, 1977, co-auteur Pieter Nieuwenhuijzen
- Rooie vrouw in Europa, 1978, co-auteur Alie Slagt.[9]
- Waar blijven de pedagogen? Openingsrede van het congres ‘De kunst van de kinderopvang’, Amsterdam, 27 januari 1994.

## Privé
Schröder was een dochter van Pieter Hendrik Schröder, leraar en van schrijfster Maria (Miep) van Gogh en een kleinkind van schrijfster Anna van Gogh-Kaulbach.
Zij was van 1956 tot 1977 gehuwd met cabaretier Jaap van de Merwe. Het echtpaar kreeg drie kinderen. Toen Schröder voorzitter werd van de Rooie Vrouwen, noemde Van de Merwe het feminisme een misvatting en dwaalleer. Nadat zij hem in 1976 had verlaten schreef hij als wraak een rancuneuze thriller Daar komen de wijven, Triller uit warm Amsterdam.